# Гайок (Кропивницький район)
Гайок (до 2025 — Майське) — село в Україні, у Кетрисанівській сільській громаді Кропивницького району Кіровоградської області. Населення становить 15 осіб.

## Історія
05 червня 2025 року відповідно до Постанови Верховної Ради України № 4483-IX село Майське було перейменовано на село Гайок. Постанова набула чинності 18 червня 2025 року.

## Населення
Згідно з переписом УРСР 1989 року чисельність наявного населення села становила 46 осіб, з яких 20 чоловіків та 26 жінок.
За переписом населення України 2001 року в селі мешкало 15 осіб. 100 % населення вказало своєю рідною мовою українську мову.